# 下之一色城
下之一色城（しものいっしきじょう）は、愛知県名古屋市中川区にあった日本の城（平城）。

## 概要
前田種利は、息子の前田長種、前田定利とともに蟹江城主佐久間正勝に属した。

## 歴史
天正12年（1584年）小牧・長久手の戦い際は最初は織田信雄に属しており、長島と清洲間の連絡役を務めていたが、滝川一益の説得で豊臣秀吉方へ寝返った。そのため徳川、織田軍に攻められて廃城した。その後城は完全に破壊され、前田定利、前田種利は斬殺された。その後前田長種は前田利家の娘婿となり、前田利常の後見役を務めた。

## 現在の状況
現在は新川になっており遺構は残っていない。名古屋市立正色小学校に石碑が建っている。

## 所在地
- 愛知県名古屋市中川区下之一色町字中ノ切